# Bébé tire à la cible
Pour plus de détails, voir Fiche technique et Distribution.
Bébé tire à la cible est un film muet français réalisé par Louis Feuillade sorti en 1912.

## Fiche technique
- Réalisation et scénario : Louis Feuillade
- Société de production : Société des Établissements L. Gaumont
- Format : Muet - Noir et blanc - 1,33:1 - 35 mm
- Métrage : 184 m
- Genre : Comédie
- Durée : inconnue
- Dates de sortie :
  - France : janvier 1912 selon Imdb
  - France : 26 décembre 1911 selon Bifi

Sources : Bifi et IMDb

## Distribution
- Renée Carl : la mère de Bébé
- René Dary :  Bébé
- Paul Manson : le père de Bébé
- Jeanne Saint-Bonnet : le servante, Julie